# Jared Perkins
Jared Perkins (* 5. Januar 1793 in Unity, Sullivan County, New Hampshire; † 15. Oktober 1854 in Nashua, New Hampshire) war ein US-amerikanischer Politiker. Zwischen 1851 und 1853 vertrat er den Bundesstaat New Hampshire im US-Repräsentantenhaus.

## Werdegang
Jared Perkins besuchte die öffentlichen Schulen seiner Heimat. Nach einem Theologiestudium und seiner im Jahr 1824 erfolgten Ordinierung zum Geistlichen übte er diesen Beruf neben seinen anderen Tätigkeiten während der folgenden 30 Jahre aus. Perkins engagierte sich auch politisch und wurde Mitglied der Whig Party. Zwischen 1846 und 1848 war er Staatsrat (State Councilor) in New Hampshire. Im Jahr 1850 wurde er in das Repräsentantenhaus von New Hampshire gewählt.
1850 wurde Perkins im dritten Distrikt von New Hampshire in das US-Repräsentantenhaus in Washington, D.C. gewählt, wo er am 4. März 1851 die Nachfolge des Demokraten George W. Morrison antrat. Da er bei den Wahlen des Jahres 1852 gegen Harry Hibbard verlor, konnte er bis zum 3. März 1853 nur eine Legislaturperiode im Kongress absolvieren. 1854 wurde Perkins zum Friedensrichter ernannt. Im gleichen Jahr wurde er von seiner Partei für die anstehenden Gouverneurswahlen nominiert. Er starb aber noch vor dem Wahltag.